# Inga uraguensis
Inga uraguensis är en ärtväxtart som beskrevs av William Jackson Hooker och George Arnott Walker Arnott. Inga uraguensis ingår i släktet Inga och familjen ärtväxter.

## Underarter
Arten delas in i följande underarter:
- I. u. parvifolia
- I. u. uraguensis